# Pileanthus aurantiacus
Pileanthus aurantiacus är en myrtenväxtart som beskrevs av Gregory John Keighery. Pileanthus aurantiacus ingår i släktet Pileanthus och familjen myrtenväxter. Inga underarter finns listade i Catalogue of Life.